# Svobodné říšské město

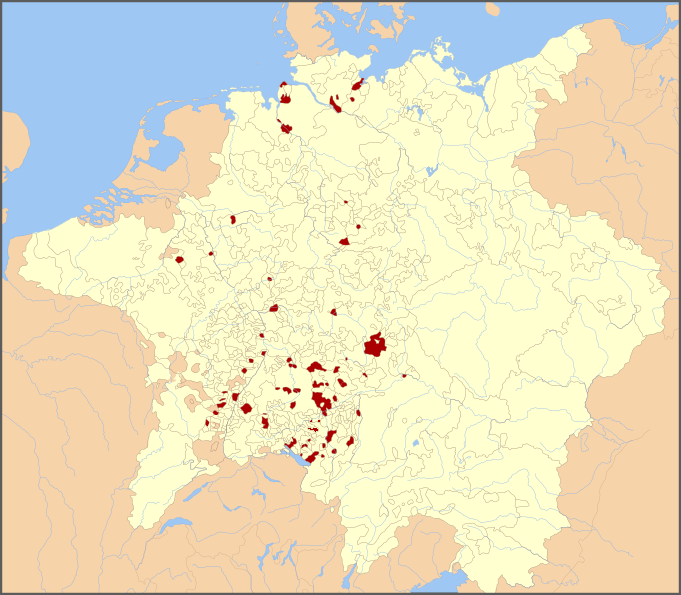
Svobodná říšská města ve Svaté říši římské, rok 1648

Svobodné říšské město (německy: Reichsstadt) bylo označení městského státu ve Svaté říši římské, v němž formálně vládl pouze císař Svaté říše římské; jako protiklad
říšského města, která spadalo do příslušné části říše a kde vládl některý z mnoha říšských knížat (vévoda nebo kníže-biskup). Svobodná říšská města měla svého nezávislého představitele v říšském sněmu Svaté říše římské. Později byl formálním vládcem kníže-biskup, avšak ve vrcholném středověku získala města na biskupovi vesměs plnou nezávislost.
Co se týče pojmu svobodné říšské město, rozlišuje se mezi říšskými městy (Reichsstädte) a svobodnými městy (freie Städte).
Ačkoliv se městská práva případ od případu více či méně lišila, obecně svobodná města měla více práv a privilegií než říšská města. Například svobodná města pouze podporovala císaře během křížových výprav a organizovala svoji vlastní vojenskou ochranu, říšská města kromě toho platila císaři daně a vysílala sbory na jeho vojenská tažení.
Postupem času se rozdíly mezi říšskými městy a svobodnými městy stále více zmenšovaly, až se ustálil termín svobodné říšské město.
Více než privilegii se na nezávislosti města podílelo jejich bohatství. Bohatá města jako
Lübeck nebo Augsburg byly nezávislými enklávami uvnitř Svaté říše římské, vyhlašujícími války a uzavírajícími mír, kontrolující své obchodní aktivity a připouštějící pouze malé zásahy zvenčí.
V pozdním středověku mnoho svobodných měst vytvářelo aliance (Städtebünde). Nejvýznamnější z nich byla Hanzovní liga, do níž se zapojovala i města, která nikdy nebyla svobodnými městy a připojila se k lize se svolením místního knížete.
Po Vídeňském kongresu v roce 1815 byly obnoveny jako svobodná říšská města pouze Brémy (včetně Bremerhavenu), Hamburg (včetně exkláv), Lübeck a Frankfurt nad Mohanem. Staronová svobodná města (již ne říšská) se stala členy Německého spolku. Frankfurt nad Mohanem byl ale v roce 1866 po prusko-rakouské válce anektován Pruskem. Svobodné město Lübeck bylo zrušeno v roce 1937 tzv. Zákonem o Velkém Hamburku a dalších územních úpravách. Po vytvoření spolkové republiky Německo byly svobodná města Brémy a Hamburg opět vytvořeny.

## Seznam svobodných říšských měst

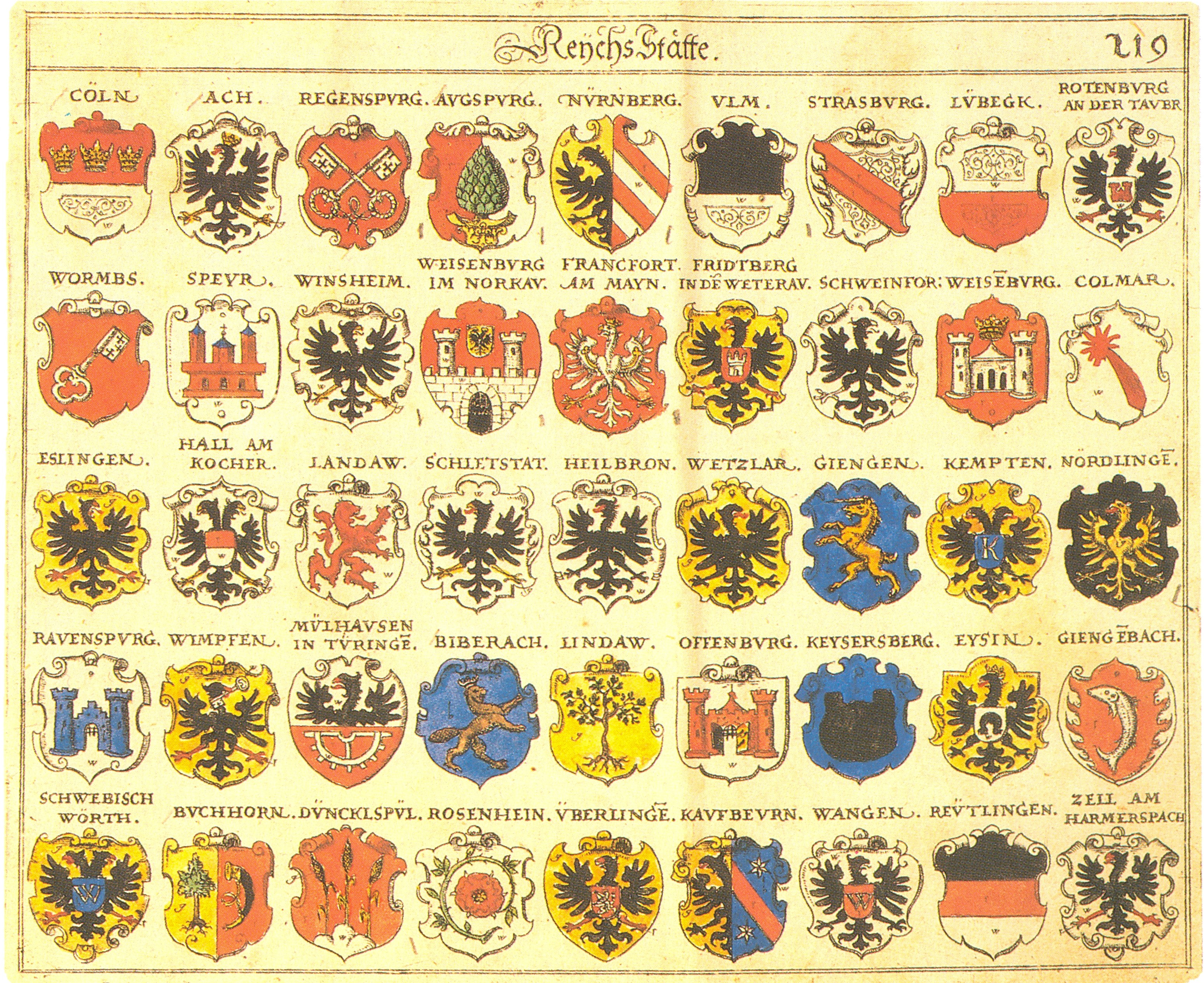
Městské znaky svobodných říšských měst (od roku 1605)

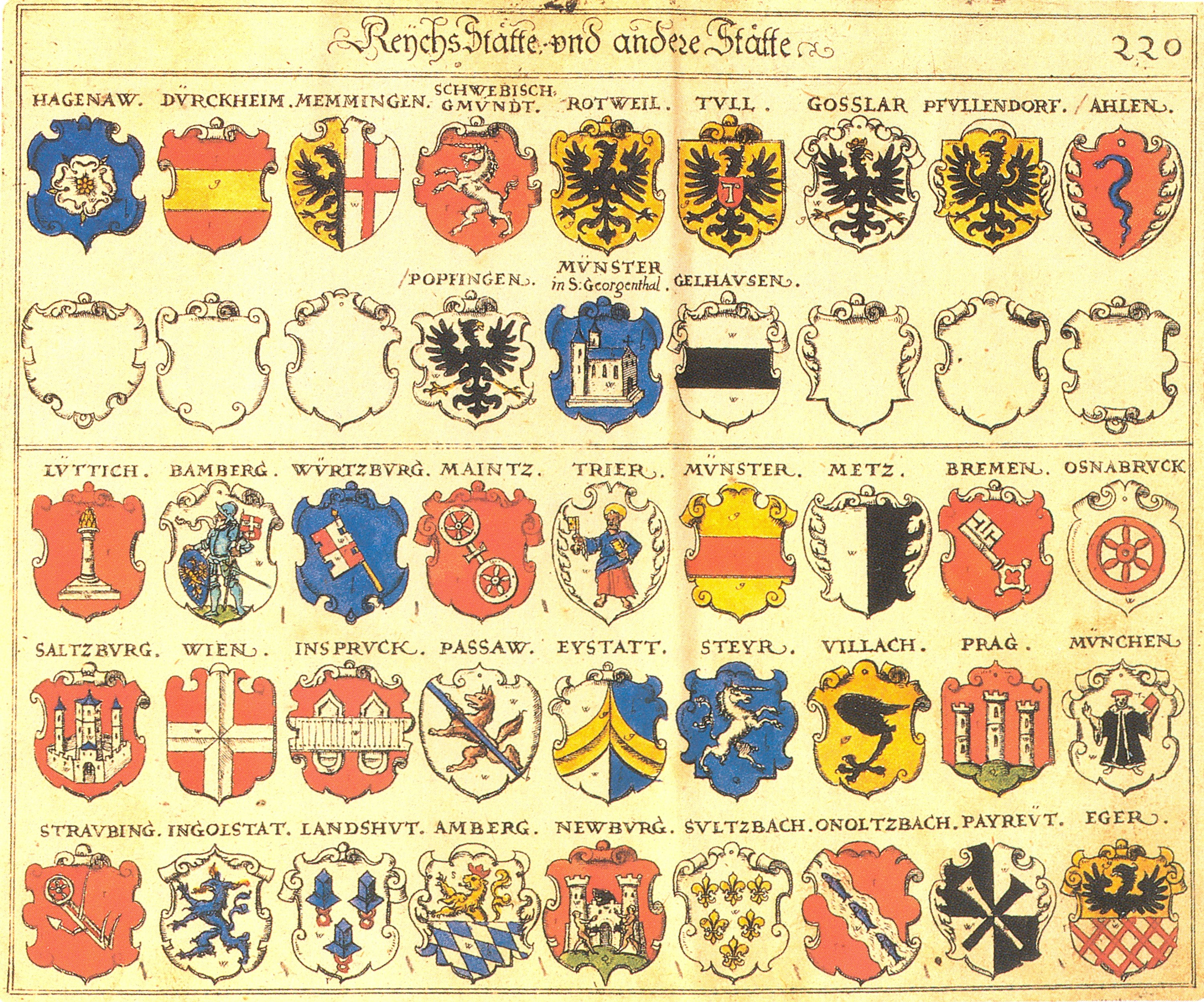
Městské znaky svobodných říšských měst (od roku 1605)

| - Aalen - Augsburg - Biberach an der Riß - Bopfingen - Brémy (Bremen) - Buchau (dnešní Bad Buchau) - Buchhorn (dnešní Friedrichshafen) - Cáchy (Aachen) - Dinkelsbühl - Dortmund - Esslingen am Neckar - Frankfurt nad Mohanem (Frankfurt am Main) - Friedberg - Gengenbach - Giengen an der Brenz - Goslar - Hamburg - Heilbronn - Isny im Allgäu - Kaufbeuren - Kempten - Kolín nad Rýnem (Köln) - Leutkirch im Allgäu - Lindau - Lübeck - Memmingen | - Mühlhausen - Nördlingen - Nordhausen - Norimberk (Nürnberg) - Offenburg - Pfullendorf - Ravensburg - Reutlingen - Rothenburg ob der Tauber - Rottweil - Řezno (Regensburg) - Schwäbisch Gmünd - Schwäbisch Hall - Schweinfurt - Špýr (Speyer) - Überlingen - Ulm - Wangen im Allgäu - Weil der Stadt - Weißenburg in Bayern - Wetzlar - Wimpfen - Windsheim - Worms - Zell am Harmersbach |